# 安田幹太
安田 幹太（やすだ みきた、1900年1月2日 - 1987年5月16日）は、日本の法学者、政治家。九州国際大学（元・八幡大学）名誉学長。法学博士。元衆議院議員。末弘厳太郎門下。

## 略歴
- 大分県西国東郡草地村（のち豊後高田市）生まれ。
- 1917年 - 旧制大分県立宇佐中学校卒業、旧制第五高等学校文科甲類入学。
- 1923年 - 東京帝国大学法学部英法科卒業後、三菱銀行入社、銀行退職後東京地方裁判所判事となる。
- 1927年には文部省命により欧米に留学。主にドイツにて民法学を研究。その後山田三良の懇請により京城帝国大学教授に就任。帰国後福岡で弁護士として独立。
- 1942年 - 東京帝国大学より法学博士の学位を受く。（学位論文：賃借権の本質）[2]
- 1947年 - 第23回衆議院議員総選挙（日本社会党右派）大分2区当選。
- 1950年 - 八幡大学教授。
- 1955年 - 八幡大学学長就任、以降学長4期歴任。(1958年から付属高等学校校長も兼任)
- 1969年 - 八幡大学理事長就任。
- 1970年 - 八幡大学社会文化研究所所長就任。
- 1983年 - 八幡大学理事長退任。
- 1984年 - 八幡大学理事会顧問。

## 研究内容・業績

### 研究者として
- 東京帝国大学では末弘厳太郎に師事し民法を専攻した。近代民法学の研究をリードし、新制八幡大学の再建と発展に尽力した。
- 末弘らが設立した日本最初の無料法律相談所「東大セツルメント」に参画した[3]。八幡大学においても一般市民への奉仕を目的とした法律相談部の設立（1953年2月）に助力し中核となった。
- 安田は民法学における権利の本質を、権利と救済との態様は異質であるため両者を区別し理解するべきとの権利二元論を構築した。即ち従来の権利学説である意思説・利益説の立場を否定し、物権の本質に於いて持分権理論、賃借権の本質に於いて賃借権物件論、相続回復請求権に於いて形成権理論へと体系化し理論展開した[4]。

### 新制八幡大学
- 1955年、八幡大学学長に就任した安田は前年に起こった学内紛争（前学長・宇賀田順三と一部教授陣との人事確執）後の学園危機、財政難を立て直した（北村徳太郎の大学支援、村上巧児の理事長就任、学校法人八幡大学の設立）[3]。
- 1970年11月、八幡大学正面玄関大ホールに胸像が建造される[5]。

### 政治家として
- 1947年の第1回国会で民法第733条の違憲性を指摘した[6]。その後は合憲の判例があるも、今日まで論議を呼んでいる。

## 人物、交遊
- 旧制第五高等学校時代の同期に細川隆元、末延三次、西村熊雄らがいる[3]。
- 京城帝国大学教授時代の同僚に尾高朝雄、清宮四郎、松坂佐一、安倍能成。

## 著書
- 『借地借家法原理』（判例タイムズ社、1963年）
- 『訪韓記』　　 (自費出版、1964年)
- 『民法雑考』（八幡大学法経学会、1970年）
- 『随筆　弁護士の弁外』（八幡大学社会文化研究所、1970年）
- 『民法論文集 上・下』（八幡大学社会文化研究所、1970年）
- 『賃借権の本質』（八幡大学社会文化研究所、1973年）（論文発表1938年　東京大学法学博士授与1942年）
- 『独立独歩 私の歩んだ道』（浪速社図書出版、1981年）

## 論文
国立国会図書館 NDL 安田幹太